# کهنه تپه
کهنه تپه مربوط به اوایل هزاره ۱- دوران‌های تاریخی پس از اسلام است و در شهرستان نمین، بخش آبی بیگلو، روستای مرنی واقع شده و این اثر در تاریخ ۱۲ بهمن ۱۳۸۱ با شمارهٔ ثبت ۷۴۰۰ به‌عنوان یکی از آثار ملی ایران به ثبت رسیده است.